# Dogaressa

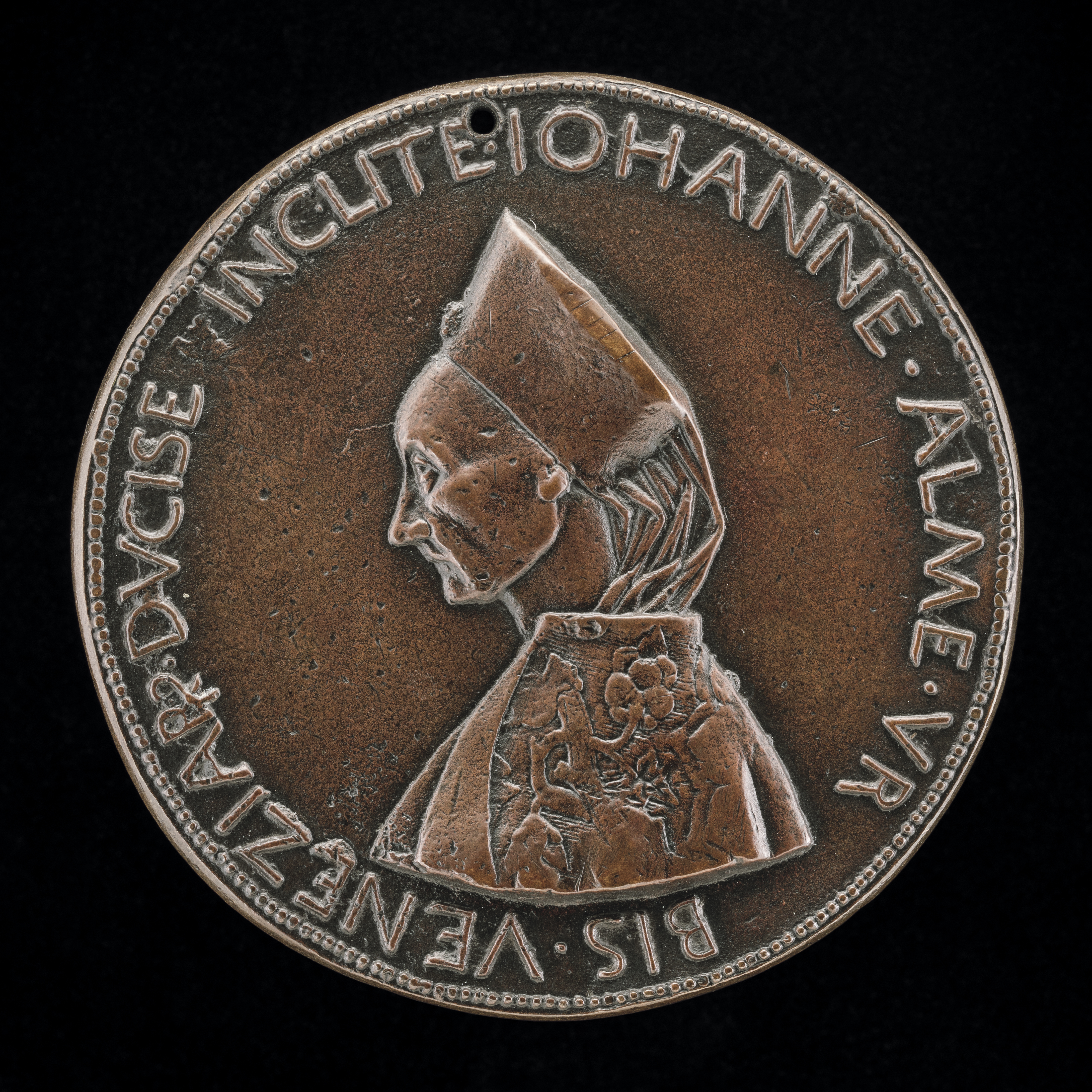
Das erste Porträt einer Dogaressa wurde von Pietro da Fano geschaffen, wie erst 1883 erkannt wurde. Die Medaille aus Bronze mit dem Porträt der über 60 Jahre alten Dogaressa Giovanna Dandolo († 1462) hat einen Durchmesser von 9,28 cm und ein Gewicht von 262,6 g. Die Medaille befindet sich in der Washingtoner National Gallery of Art.

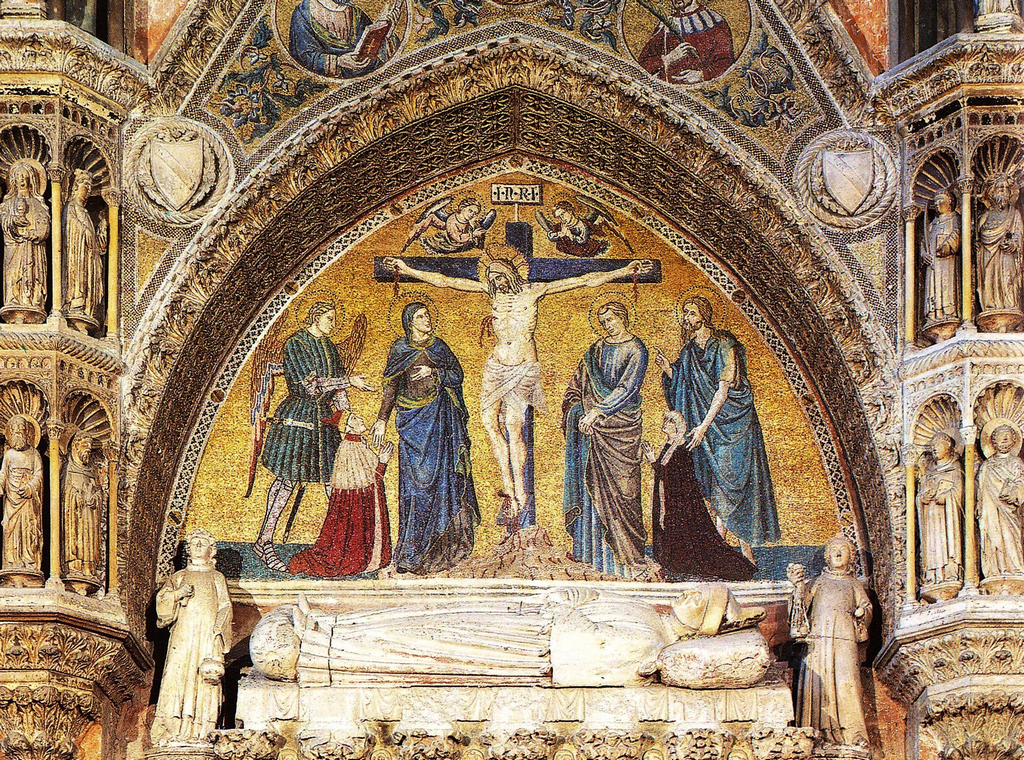
Das um 1382 geschaffene Grabmal Michele Morosinis in der Kirche San Zanipolo (Detail), der Doge (links) und die Dogaressa Cristina Condulmer (rechts) kniend und in Gebetshaltung zu Füßen des gekreuzigten Jesus. Das Grabmal bietet die älteste bildliche Darstellung einer Dogaressa, wenn es sich auch weniger um ein Porträt als um eine symbolische Darstellung handelt.

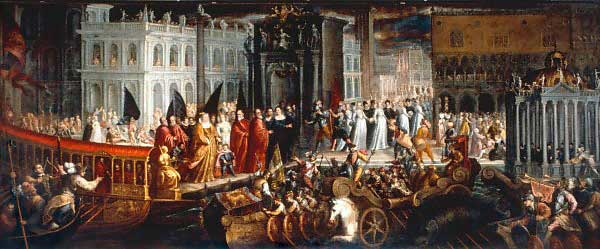
Die Ausfahrt der Dogaressa Morosina Morosini von San Marco, Andrea Vicentino (ca. 1542–1618)

Dogaressa war der Titel der Ehefrau des jeweils amtierenden venezianischen Dogen. Die erste bekannte Ehefrau eines Dogen war eine „Carola“, die fränkische Frau des Obelerio Antenoreo, im frühen 9. Jahrhundert. Sie kann jedoch kaum als Dogaressa bezeichnet werden, auch ist ihr Name nicht überliefert, er ist eine sehr viel spätere Erfindung. Im Frühmittelalter sollten weibliche Angehörige auswärtiger Mächte, die einen Dogen ehelichten, vorrangig dem Prestige des aufstrebenden Venedig dienen, aber auch Bündnisse festigen. Zugleich bewirkten diejenigen Dogaresse, die aus Byzanz stammten, erhebliche kulturelle Veränderungen, die die venezianische Geschichtsschreibung ignorierte oder als dekadent zu diffamieren suchte.
Die letzte amtierende Dogaressa war gegen Ende der Republik Elisabetta Grimani († 1792). Ähnlich wie der Doge wurde die Dogaressa gekrönt, hatte Anspruch auf einen feierlichen Einzug und einen kleinen Hofstaat. Ihr Symbol war ein goldener Schleier und eine Krone in ähnlicher Form wie die Mütze des Dogen. Für die dominierenden Adelsfamilien, die sich bei den Dogenwahlen nicht hatten durchsetzen können, war die Position einer Dogaressa eine Möglichkeit der informellen Einflussnahme. Diese Möglichkeiten wurden jedoch nach und nach ebenso eingedämmt, wie diejenigen des Dogen.

## Titel und frühe Bezeichnungen
Die früh- und hochmittelalterlichen Dogengattinnen wurden als coniunx, dann ducissa, dukissa oder duchessa bezeichnet, später auch als Principessa. Der Chronist Johannes Diaconus nannte Maria, die byzantinische Ehefrau des Dogen um 1000 nur ductrix, da sie keine besondere verfassungsmäßige Rolle auszufüllen hatte.

## Geschichte, Rechtsrahmen, gesellschaftliche Verankerung
Ab dem Spätmittelalter regelten zunehmend Verbote und Beschränkungen ihren Aufgabenbereich, dann detailreiche Gesetze. Formal hatte die Dogaressa keine politischen Rechte, sondern sie sollte den Ruhm des Staates und seine Tugenden repräsentieren. Daher wurde im Falle der Verwitwung erwartet, dass sie ins Kloster ging. Ab dem 13. Jahrhundert durfte die Dogaressa keine ausländischen Würdenträger mehr empfangen, ähnlich wie der Doge, der diese nur in Gegenwart seiner Berater sprechen durfte. Ab 1342 durfte die Dogaressa keine wirtschaftlichen Geschäfte mehr führen.

### Ihr politischer Einfluss und dessen Einhegung

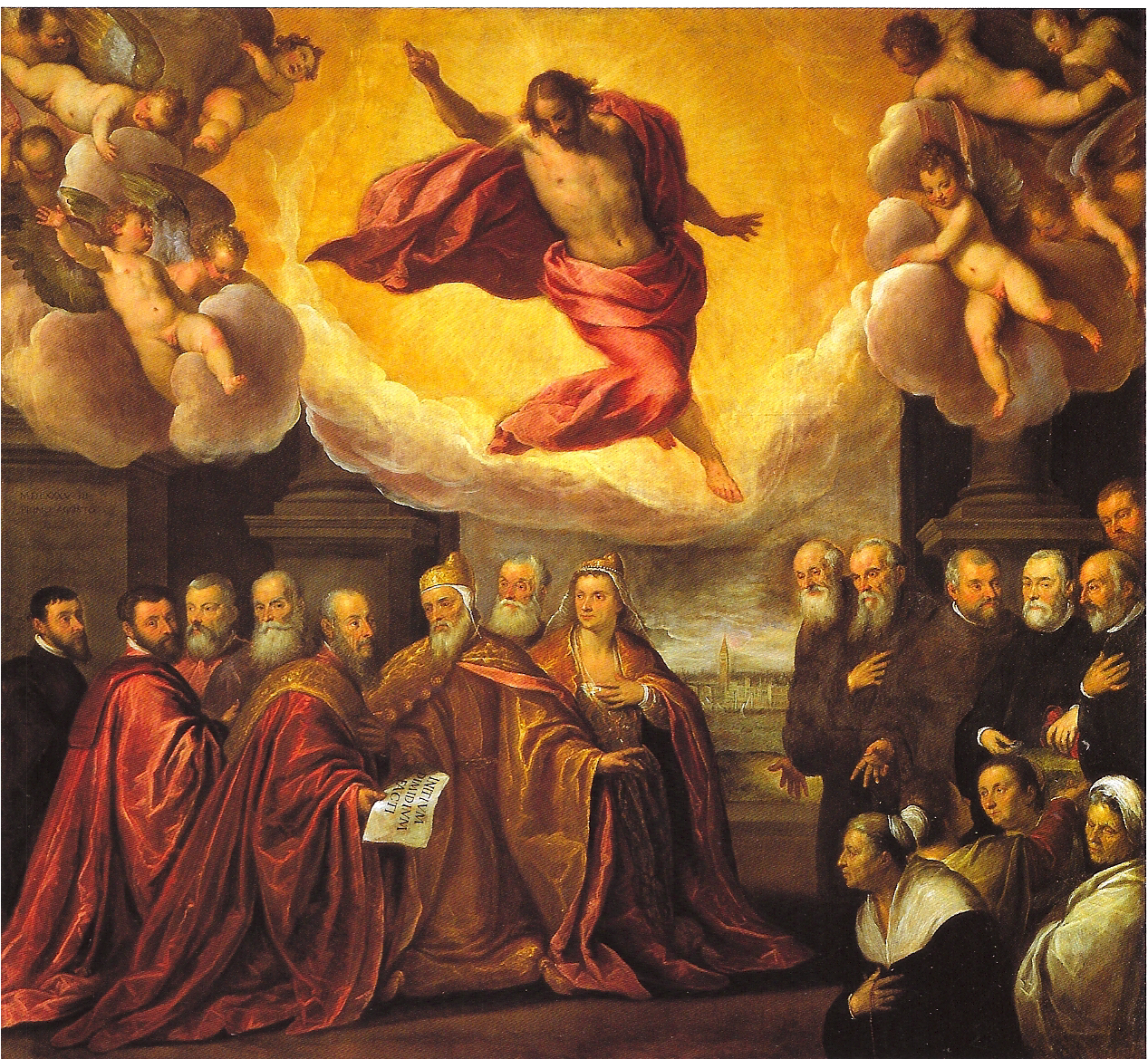
In einem Gemälde von Jacopo Palma d. J. von 1585 nehmen im Jahr 1268 Doge und Dogaressa (Renier Zen und seine Frau Aluica) an einer Ratssitzung teil, in der das Procedere der Dogenwahl endgültig festgelegt wird; Oratorio dei Crociferi in Santa Maria Assunta.

Die Kinder der Dogaresse stiegen oftmals in die höchsten Staatsämter auf, umgekehrt nutzten die Familien die Verehelichungen zur Einflussnahme auf die Politik. So waren zwei Frauen der Familie Dandolo mit Dogen verheiratet. Giovanna Dandolo, von der das einzige Porträt einer Dogaressa des Mittelalters und der Renaissance überliefert ist, und die als Ehefrau von Pasquale Malipiero Dogaressa von 1457 bis 1462 war, sowie Zilia Dandolo.
Ähnlich wie im Falle des Dogen, wo die Gegner einer Entwicklung zu königgleicher Stellung die Möglichkeit sahen, durch einen Amtseid (promissio) die Macht des Staatsoberhauptes zu kontrollieren, wurden die darin enthaltenen Beschränkungen auch für die Dogaressa festgesetzt. Die promissio des Dogen enthielt seit dem 12. Jahrhundert allerlei Verpflichtungen, aber auch Amtsbeschränkungen. Sie musste seit Enrico Dandolo in schriftlicher Form vorliegen und öffentlich beeidet werden. Offenbar wurde auch die ducissa, die in den Eiden immer mit dem lateinischen Titel angesprochen wird, niemals mit der Bezeichnung mulier oder uxor (Ehefrau), als einzubindender Teil des Machtapparates und als potentielle Gefahr für das fragile Machtgleichgewicht in der Stadt gesehen.
Dies galt vor allem für die Verwandten ausländischer Potentaten, die womöglich noch Inhaber von dortigen Lehen waren. Daher kamen Kandidaten für das Dogenamt ab 1275 nicht mehr in Frage, wenn ihre Frauen Ausländerinnen waren, oder wenn sie Lehen mit in die Ehe gebracht hatten.
Um die Fokussierung oder öffentliche Verherrlichung auf die Stadt umzulenken, kam es zu weiteren Regulierungen. Dabei kam der Dogaressa im zeremoniellen Rahmen der hochentwickelten Staatsinszenierung im öffentlichen Raum wachsende Bedeutung zu. Dort konnten die sozialen Gruppenzugehörigkeiten, die Hierarchien, aber auch die ästhetische Wirkung einer solchen Veranstaltung in Szene gesetzt werden. Andererseits hing ihre Rolle ausschließlich von der Autorität ihres Ehemannes ab, der sie formal zum Eid veranlasste. Die erste Nennung einer Dogaressa in einem solchen Amtseid erfolgte im Eid Jacopo Tiepolos von 1229, und zwar im Zusammenhang mit Geschenken. Die erste breite Schilderung eines Einzugs in den Dogenpalast erfolgte anlässlich der Zeremonien von 1268, als Marchesina Ghisi ihren feierlichen Einzug hielt.
Zu dieser Zeit durfte sowohl der Doge als auch seine Frau Venedig noch verlassen, ohne vorher um Genehmigung zu fragen. Während jedoch der Doge ab 1289 noch nicht einmal ohne Erlaubnis nach Torcello fahren durfte, geschweige denn das venezianische Herrschaftsgebiet verlassen, durfte die Dogaressa Venedigs Herrschaftsgebiet durchaus verlassen – vielleicht eine Reminiszenz an frühere Dogaresse, die ja vielfach aus dem Ausland stammten und von ihrem Stand her Anspruch auf Geschenke hatten.

### Geschenke
So hatten seit Doge Renier Zen zwei Paduaner Orte, nämlich Piove di Sacco und Corte, die Pflicht, der Dogaresse Leinen im Wert von 100 Libra zu „schenken“. Spätestens ab 1312 musste die dortige Zunft alljährlich zu Ostern der Dogaressa ‚ein schönes Stück Tuch‘ zukommen lassen. Ab dem 14. Jahrhundert kamen gegerbte Kuh- oder Schafhäute hinzu. Ab 1462 mussten die Stoffhändler der Dogaressa eine in Gold gewirkte Tasche im Wert von vier Dukaten zukommen lassen, in der sich acht Soldi novi zu finden hatten. Die Dogaressa ihrerseits verteilte derartige Taschen an die Ratgeber ihres Mannes und den Großkanzler. Diese vier Geschenke wurden als regalie bezeichnet. Dies spiegelte und förderte zugleich eine enge Beziehung der Dogaressa zu den Zünften und Gilden, insbesondere zu den zahlreichen Zünften der Tuchverarbeitung und des Handels, sowie einigen Orten des Herrschaftsgebietes.
Ähnliches galt innerhalb Venedigs. Das Kloster San Zaccaria, dessen Nonnen immerhin die Dogenmütze herstellten, und das der Doge jedes Jahr zu Ostern besuchte – zumal sein Herrschaftssitz, der Dogenpalast, auf dem Gelände des Klosters stand –, erhielt vergängliche Geschenke, wie man sie vorzog, um keine symbolischen Dauerhaftigkeiten zu schaffen. Zum Fest des hl. Clemens erhielt die Dogaressa von den Nonnen zwei Schalen mit Mandelkuchen. Sie schenkte im Gegenzug Fisch und drei Amphoren Wein. Ab 1275 durfte die Dogaressa, ähnlich wie ihr Gatte, Geschenke nur noch zu Weihnachten und an bestimmte Kreise vergeben.

### Schutzherrin, Förderin
Auf dem Feld der staatlichen Legitimation und der Herleitung der Rechte Venedigs von einem christlichen Urgrund spielte die Ehefrau des Dogen schon sehr früh eine zentrale Rolle. So war Felicitas, die Frau des Dogen Giustiniano Particiaco, nicht nur Nachlassverwalterin und Erbin ihres 829 verstorbenen Mannes, sondern vor allem verantwortlich für die Reliquien des Evangelisten Marcus, des Schutzheiligen Venedigs, die in die Markuskirche gelangt waren.
Im Spätmittelalter war die Dogaressa Schutzherrin verschiedener Scuole, also der geistlichen und karitativen Korporationen, Handwerker- und Händlergilden der Republik Venedig. Für Zilia Dandolo (1556–1559, † 1566), die 1526 Lorenzo Priuli geehelicht hatte, errichtete die ungemein vermögende Arte dei Beccai, die Metzgerzunft, 1557 für ihren Einzug einen Triumphbogen auf der Piazzetta beim Markusdom, wohl der erste jemals in Venedig errichtete Triumphbogen.
Giovanna Dandolo, Dogaressa von 1457 bis 1462, förderte in besonderem Maße die Nadelspitzenindustrie und das Klöppelhandwerk auf der Insel Burano, die dort, ebenso wie auf Pellestrina, noch immer bestehen. Zudem förderte sie den frühen Buchdruck in Venedig, der zu einem der wichtigsten Wirtschaftszweige der Stadt aufstieg.

### Die letzten Dogaresse, Zeremonien

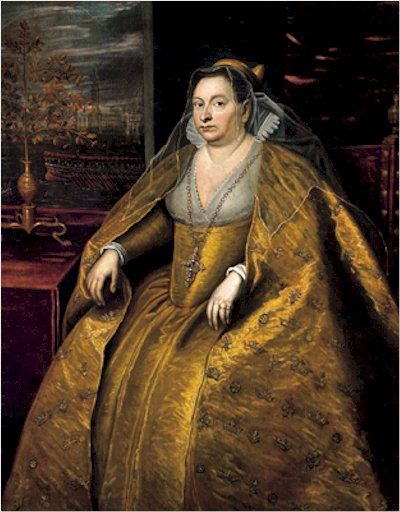
Morosina Morosini, Dogaressa von 1595 bis 1606, porträtiert von Jacopo Tintoretto: la Dogaressa

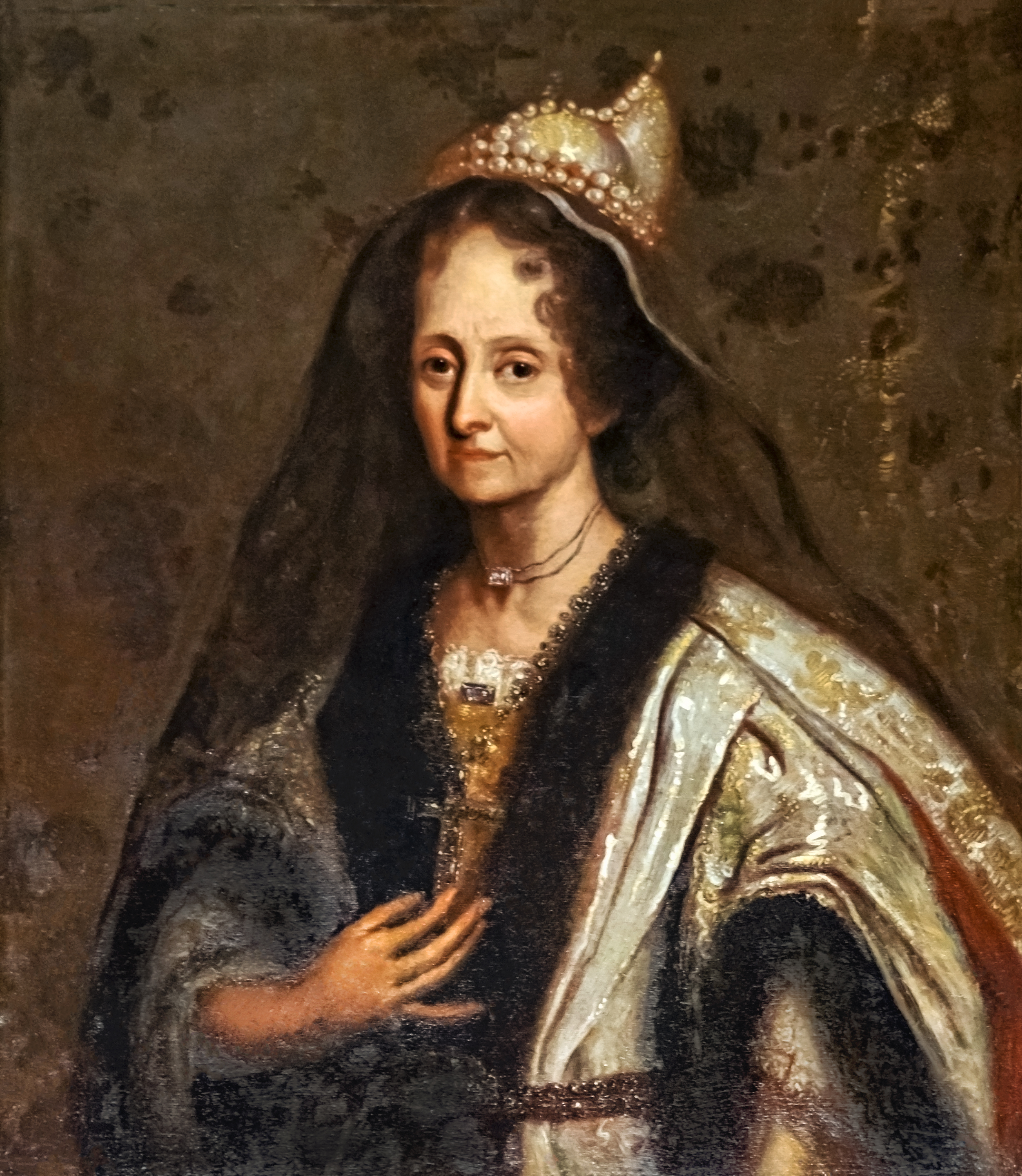
Niccolò Cassana (1659–1714): Elisabetta Querini, Dogaressa von 1694 bis 1700, 1694, Pinacoteca Querini Stampalia

Die Zeit vom 16. Jahrhundert bis 1797 kannte offiziell nur zehn Dogaresse. Ihr Krönungszeremoniell war bald umstritten. So wurde es nach Taddea Michiel (1478) bis Zilia Dandolo (1557) nicht mehr durchgeführt. Nach der Krönung der Morosina Morosini am 4. Mai 1597 wurde die Krönung 1645 m.v. (10. Januar 1646) für bedenklich erachtet und untersagt, mit der Begründung, sie stelle zu sehr Luxus zur Schau. Daher wurden die übrigen Zeremonien ebenfalls drastisch reduziert. Die letzte gekrönte Dogaressa, Elisabetta Querini, wurde jedoch – unter Umgebung des besagten Verbotes – 1694 feierlich gekrönt. Ab 1700 durfte die Dogaressa auch keine Krone mehr tragen oder Geschenke von Honoratioren entgegennehmen. 1763 erhielt die Dogaressa Pisana Corner als letzte einen feierlichen Einzug. Einen solchen Staatsakt erhielt wohl nicht als erste Dogaressa Marchesina Ghisi im Jahr 1268, doch hinterließ Martino da Canale die erste ausführliche Beschreibung einer solch aufwändigen Inszenierung.

### Tod und Beisetzung
Viele der Dogen waren bei ihrem Ableben Witwer, so dass die Zahl der Dogaresse, die während seiner Amtszeit, die oft kurz war, beigesetzt wurden, klein war. Dies geschah 1479 und 1572. Damit wurde gleichsam ein Ritual zur Beendigung ihres Amtes zwingend, während die Dogenwitwen weniger öffentlich beigesetzt wurden, zumal von ihnen lange erwartet wurde, dass sie nach dem Tod des Gatten ins Kloster gingen. Im Staatsritual waren Begräbnisse dennoch von großer Bedeutung. In späterer Zeit wurden die Rituale immer differenzierter.
Links und rechts des Haupteingangs der Markusbasilika befinden sich zwei Nischen, in denen der Doge Vitale Michiel I. und seine Frau Felicia in Gräbern beigesetzt wurden. Es handelt sich damit um das erste Grabmal einer Dogaressa.
Verstarb die Dogaressa, so wurde sie in einen goldenen Mantel gehüllt, ihr wurden weiße Handschuhe angezogen, eine Haube aufgesetzt. Ihr Gesicht wurde mit einem Schleier bedeckt, nämlich mit dem, den sie bei öffentlichen Zeremonien getragen hatte. Dann wurde ihr Leichnam im größten Raum ihres Hauses zwischen vier Fackeln aufgebahrt. Zu ihren Füßen wurde ein Kreuz aufgestellt.
In Begleitung nur eines Priesters und eines Klerikers wurde sie nach Mitternacht nach San Marco gebracht und unter einem Katafalk abgelegt. Am nächsten Tag wurde unter Rezitationen und in Musikbegleitung die Begräbnisfeierlichkeit begangen, um dann in einer feierlichen Prozession die Tote in die Familiengruft zu bringen.

## Grabmonumente und bildliche Darstellungen

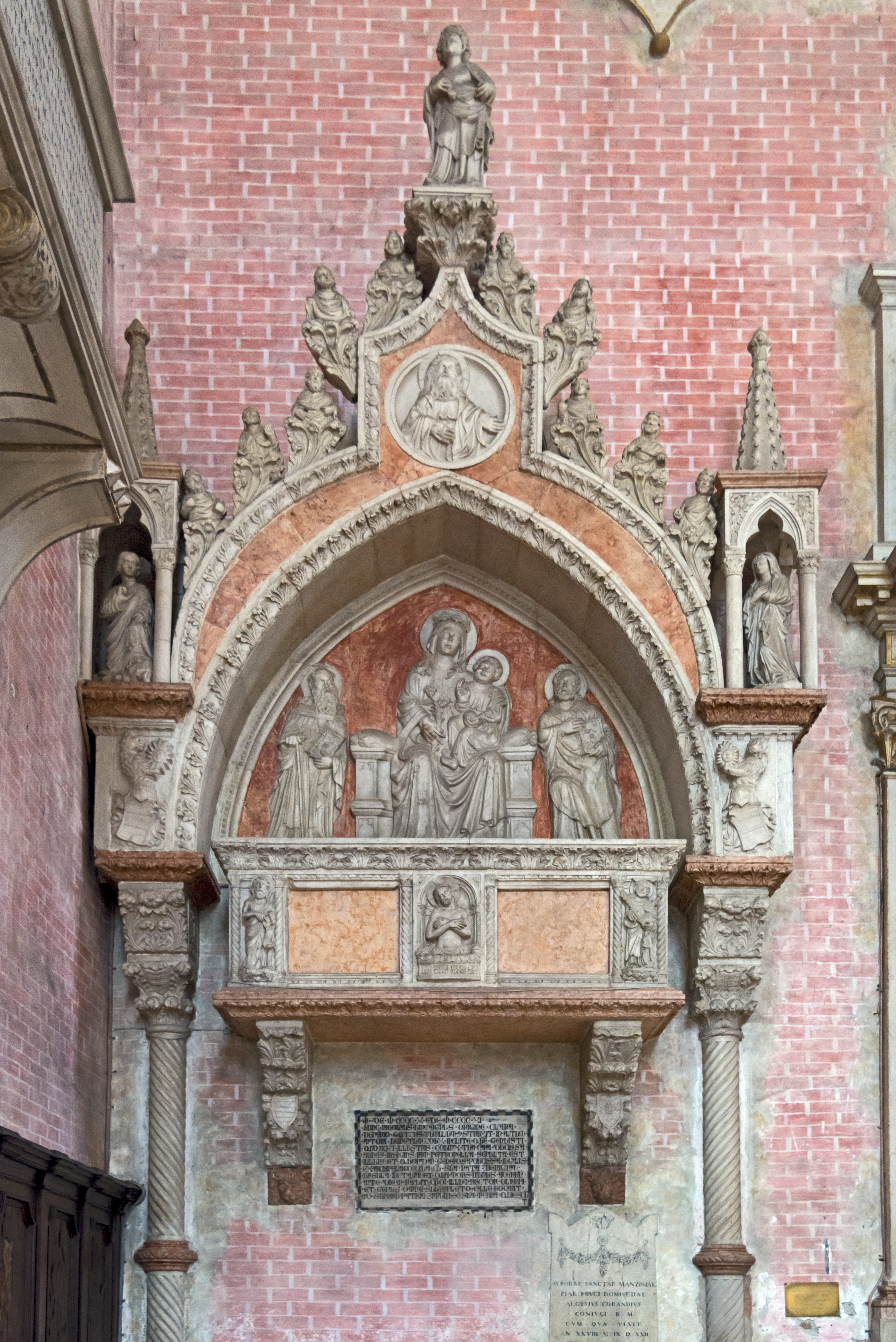
Grabmal der Agnesina da Mosto Venier (Agnese da Mosto) in San Zanipolo, ebenso wie ihrer Töchter Orsola Venier († 1471) und Petronilla de Toco. Es handelt sich um eine Arbeit des Bildhauers Filippo di Domenico (bl. 1394–1423).

Viele der Dogaresse fanden ihre letzte Ruhestätte in den Grabmonumenten ihrer Ehemänner. Nur zwei von ihnen erhielten ein persönliches Grabmonument, nämlich Felicita, die Ehefrau des Dogen Vitale Michiel I., im Atrium von S. Marco und Agnese da Mosto, die Frau des Antonio Venier, in San Zanipolo.
Für einige wurden einfache Bodengräber errichtet, wie für Marina Gallina, Frau des Dogen Michele Steno (S. Andrea di Zirada), für Dea Morosini (Niccolò Tron) in S. Giobbe, Contarina Contarini (Nicolò Marcello) in Corpus Domini, Regina Gradenigo (Andrea Vendramin) in S. Domenico di Castello, dann für Zilia Dandolo (Lorenzo Priuli) in S. Alvise, sowie für Laura Corner (Giovanni II. Corner) in den Eremite.
Loredana Marcello (Alvise Mocenigo I.), Morosina Morosini (Marino Grimani), Paolina Loredan (Carlo Contarini) und Elisabetta Querini (Silvestro Valier) erhielten Marmorskulpturen in den Grabmälern ihrer Ehemänner.
Elisabetta Contarini erhielt ein Porträt, das sie zusammen mit ihrem Mann Francesco Dandolo darstellt. Es befindet sich in der Lünette oberhalb der Urne. Die Frau des Giovanni Dolfin, eine Giustinian, wurde in Form einer Skulptur zusammen mit ihrem Mann auf der Urne dargestellt. Ebenso gemeinsam mit ihrem Ehemann Michele Morosini erscheint Cristina Condulmer in einem Mosaik oberhalb des Katafalks. Auf den jeweiligen Bögen (arche) erscheinen Jacobina mit Jacopo Contarini und Michele Steno mit seiner Frau Marina Gallina.

## Historische Arbeiten
Die erste Studie, die sich der Dogaressa widmete, stammt von Giovanni Palazzi (1633–1713) in seinen Fasti ducales von 1696. Schon 1681 hatte er biographische Informationen über dreizehn Dogaresse des 9. bis 16. Jahrhunderts vorgelegt (La virtù in Giocco), die allerdings nicht sehr verlässlich sind.
Noch erzählfreudiger, historisch ungenauer und vielfach fehlerbehaftet ist The Dogaressas of Venice von Edgcumbe Staley, das 1910 erschien. Staleys Opus gehört, wie Holly S. Hurlburt 2006 anmerkte, zu einer „tradition of a romanticized, exaggerated, and often outright fabricated treatment of the dogaressa“. Für diese Art von ‚romantisierenden, übertreibenden und oftmals schlicht erfundenen Darstellungen‘ stehe das Fiktionale und Phantasievolle im Vordergrund, dem Geschichtenerzählen werde vielfach die historische Genauigkeit geopfert. Staley überschritt zudem immer wieder die Grenze zwischen Geschichte und Legende.
Auch die Überblickswerke von Andrea Da Mosto und Pompeo Molmenti entbehren nicht romantisierender und vorurteilsbeladener Darstellungen, die zahlreiche Elemente aus der venezianischen Tradition als tatsächliche historische Vorgänge unkritisch übernehmen. Zudem transportieren sie Modelle und Beengungen ihrer Epoche, die die Rolle und Möglichkeiten, aber auch die menschliche Natur betrafen. Dennoch sind sie im Faktischen zuverlässig.
Eine systematische Darstellung mit den rechtlichen und sozialen Hintergründen, der Rolle im venezianischen Staatsapparat, des kulturellen Einflusses etc. besteht bis heute nicht, wenn auch Holly S. Hurlburt mit ihrem 2006 erschienenen Werk The Dogaressa of Venice, 1200-1500. Wife and Icon zumindest das spätere Mittelalter mit den 33 Dogaressa dieser drei Jahrhunderte genauer untersucht hat.
Von Dezember 2023 bis Mai 2024 fand im Palazzo Vescovile von Portogruaro die Ausstellung zum Thema La dogaressa tra storia e mito. Venezianità al femminile dal Medioevo al Novecento statt.

## Liste der überlieferten Namen von Ehefrauen amtierender Dogen
Die folgende Liste weist, da vielfach die Lebensdaten nicht bekannt sind, die Namen der Dogenfrauen auf, dann Namen und Regierungszeit der Ehemänner, also der Dogen, und damit die tatsächliche Amtszeit und maximale Amtsdauer der jeweiligen Dogaressa, zudem, wo möglich, die Lebensdaten. Dabei können viele der rund 90 Ehefrauen möglicherweise nicht als Dogaresse angesprochen werden (als gesichert können in dieser Hinsicht nur die Dogaresse der Zeit ab 1229 gelten).
Ohne klare Kriterien, insbesondere für die frühmittelalterlichen Dogengattinnen, führt Marcello Brusegan insgesamt 62 Dogaresse auf. Dabei weist seine Liste auch für die frühe Neuzeit Lücken auf. Pompeo Molmenti führt gleichfalls 62 Dogen auf, bei denen jedoch zehn Ehefrauen hinzukamen, da manche Dogen mehr als einmal verheiratet waren. Zudem stimmen die aufgeführten Dogaresse nicht alle mit denen von Brusegan überein.
Für einige der Ehefrauen des Frühmittelalters wurden im Laufe der Zeit Namen erfunden oder gemutmaßt. Sie erscheinen hier in Anführungszeichen. In mindestens einem Fall, dem der Polissena Contarini, fand in der Literatur eine Verwechslung ihres Ehemanns mit dem amtierenden Dogen statt, der jedoch der Schwiegervater war. Sie wird hier aufgeführt, um eine „Rückkehr“ als Dogaressa zu verhindern. Traditionell behalten die Dogaresse ihren Geburtsnamen, nehmen also nicht den Namen des jeweiligen Dogen an, obwohl sie in den zeitnahen Quellen oftmals unter den Familiennamen ihrer Ehemänner erscheinen.
| Dogaressa                                                           | Lebensdaten                       | Doge                   | Herrschaftszeit des Dogen | Familie/Eltern der Dogaressa                                                                                         | Kinder | Anmerkung |
| ------------------------------------------------------------------- | --------------------------------- | ---------------------- | ------------------------- | --- | --- | --- |
| „Eufrasia“.                                                         |                                   | Orso Ipato             | 726–737                   | | — | (fiktive) Figur in der italienischen jakobinischen Tragödie. |
| „Martia d’Este“                                                     | ?                                 | Obelerio Antenoreo     | 804–810                   | ? | | angebliche Ehefrau des Obelerio Antenoreo, erscheint in der Literatur wohl erst im 16. Jahrhundert |
| „Carola“                                                            | bl. 805, 811                      | Obelerio Antenoreo     | 804–810                   | | — | Die Hofdame soll Obelerius am Hof Karls des Großen 805 kennengelernt haben, ihr Name ist aber keinesfalls überliefert. |
| „Elena“                                                             | ?                                 | Agnello Particiaco     | 810–827                   | | | Staley behauptet ohne Quellenangaben, sie habe sich mit Blumen beschäftigt und sei fromm gewesen, der Zeitpunkt ihres Todes sei unbekannt.                                                                                                |
| Felicitas                                                           | ?                                 | Giustiniano Particiaco | 827–829                   | | Agnellus (II.) | erste namentlich in einer zeitnahen Quelle, dem Testament ihres Ehemanns, überlieferte Ehefrau eines Dogen; Nachlassverwalterin und Erbin ihres Mannes, verantwortlich auch für die Reliquien des hl. Marcus, des Schutzheiligen Venedigs |
| „Angela Sanudo“                                                     | ?                                 | Pietro Tribuno         | 888–911                   | | Dominicus, Patriarch von Grado, und Petrus, Vater des gleichnamigen Bischofs von Olivolo | |
| Richelda                                                            |                                   | Pietro III. Candiano   | 942–959                   | wohl Langobardin | Pietro IV, Vitale, Dominicus, Bischof von Torcello, Hugo | |
| Johanna                                                             | 959–963/966                       | Pietro IV. Candiano    | 959–976                   | | Marina Candiano, Vitalis IV. Candiano, Patriarch von Grado von 967–1018 | von ihrem Mann, dessen 1. Ehefrau sie war, vielleicht 966 ins Kloster San Zaccaria ‚gezwungen‘ |
| Waldrada von Tuszien                                                | 963/966–976                       | Pietro IV. Candiano    | 959–976                   | | Walafried, Pietro (976 als Säugling zusammen mit seinem Vater ermordet) | 2. Ehefrau Pietros IV. Candiano |
| Felicia Malipiero                                                   |                                   | Pietro Orseolo         | 976–978                   | | Eine Tochter unbekannten Namens und den späteren Dogen Pietro II. Orseolo | |
| Marina Candiano                                                     |                                   | Tribuno Memmo          | 979–991                   | Tochter Pietros IV. Candiano und seiner Frau Johanna (Giovanna)                                                      | | |
| Maria Candiano                                                      |                                   | Pietro II. Orseolo     | 991–1009                  | | Giovanni (Mitdoge), Orso und Vitale (Kleriker), Ottone (Doge), Enrico (nichts weiter bekannt); Hicela (Icella, mit König von Kroatien als Joscella verheiratet), Felicita (Äbtissin von S. Giovanni Evangelista di Torcello), zwei weitere Töchter (Nonnen) | Nur ihr Name Maria und die Namen ihrer fünf Söhne und zweier ihrer vier Töchter sind überliefert. |
| Maria                                                               |                                   | Giovanni Orseolo       | 1004–1007                 | eine Tochter der Kaiserschwester Basileios II. und des Patrizius Argyropoulos                                        | Basilios († 1007) | † 1007; byzantinische Ehefrau des Mitdogen; das Paar fiel einer Epidemie ebenso zum Opfer, wie ihr gemeinsamer Sohn Basilios; zusammen mit ihrem Ehemann in San Zaccaria beerdigt, wird als „ductrix“ bezeichnet                          |
| „Elena“                                                             | † 1026                            | Ottone Orseolo         | 1009–1026                 | eine der Töchter des Königs von Ungarn Géza                                                                          | | In der Literatur erscheinen die Namen Elena und Gisela/Gisele. Ihr Name ist nicht überliefert. |
| Theodora Anna Doukaina                                              | verh. um 1075–1083                | Domenico Silvo         | 1071–1084                 | Konstantin X. | | die letzte byzantinische Kaisertochter, die einen venezianischen Dogen heiratete |
| „Cornelia Bembo“                                                    |                                   | Vitale Falier          | 1084–1096                 | | Tochter unbekannten Namens, von Kaiser Heinrich IV. aus der Taufe gehoben | |
| Felicita Corner                                                     | † 1102 (?)                        | Vitale Michiel I.      | 1096–1102                 | | | beigesetzt in San Marco |
| Matelda oder Matilde                                                | † nach 1128                       | Ordelaffo Falier       | 1102–1116                 | | | |
| Victa                                                               |                                   | Domenico Michiel       | 1118–1130                 | | die gemeinsame Tochter Adelasa heiratet Pietro Polani, Leachim vertritt seinen Vater als „vice-dux“ | sie erscheint in dieser Namensform bei Andrea Dandolo, zuständig für das Grabmonument |
| Adelasa                                                             | 1130–1144                         | Pietro Polani          | 1130–1148                 | Tochter des Vorgängers Domenico Michiel und der Victa                                                                | Guido und Naimerio | wird als „ducatrix“ bezeichnet |
| Sofia                                                               |                                   | Domenico Morosini      | 1148–1156                 | | | außer dem Namen und der gemeinsamen Begräbnisstätte ist über sie nichts bekannt |
| Felicia Maria di Boemondo                                           |                                   | Vitale Michiel II.     | 1156–1172                 | | | |
| Froyza                                                              |                                   | Sebastiano Ziani       | 1172–1178                 | | | 2. Ehefrau des Dogen |
| Contessa                                                            |                                   | Enrico Dandolo         | 1192–1205                 | Minotto? | Ranieri Dandolo | |
| Maria Basilio                                                       | † 1213                            | Pietro Ziani           | 1205–1229                 | | keine | 1. Ehefrau Pietro Zianis |
| Constanze Hauteville                                                | (1231)                            | Pietro Ziani           | 1205–1229                 | | Marco (* um 1230; † Februar 1254), Maria († vor 1254), Marchesina († Anfg. 14. Jh.) | 2. Ehefrau Pietro Zianis, Dogaressa von 1213 bis 1229 |
| Maria Storlato                                                      | † vor 1242                        | Jacopo Tiepolo         | 1229–1249                 | | | 1. Ehefrau Jacopo Tiepolos |
| Valdrada Hauteville (Altavilla)                                     |                                   | Jacopo Tiepolo         | 1229–1249                 | Tankred von Hauteville, König von Sizilien                                                                           | | 2. Ehefrau Jacopo Tiepolos, Schwester der Konstanze |
| Romerica                                                            | (1260)                            | Marino Morosini        | 1249–1253                 | | kinderlos | verheiratet spätestens 1233, gestorben nach 1260 |
| Aluica da Prata                                                     |                                   | Renier Zen             | 1253–1268                 | | kinderlos | |
| Agnese                                                              | † vor 1262                        | Lorenzo Tiepolo        | 1268–1275                 | | | 1. Ehefrau des Dogen Lorenzo Tiepolo, nie Dogaressa |
| Marchesina Ghisi                                                    | † vor 1297                        | Lorenzo Tiepolo        | 1268–1275                 | | Giacomo und Pietro, Angioleta (?) | 2. Ehefrau des Dogen Lorenzo Tiepolo, erster feierlicher Einzug einer Dogaressa |
| Jacobina                                                            |                                   | Jacopo Contarini       | 1275–1280                 | | drei Söhne: Giovanni, Pietro und Marino | nichts weiter bekannt, außer, dass sie lt. Andrea Da Mosto (S. 13) auf einem Bogen, einem arco, dargestellt ist |
| Caterina                                                            |                                   | Giovanni Dandolo       | 1280–1289                 | | Andrea, Giovanni und Marco (ein weiterer Sohn namens Enrico und eine Tochter namens Maria nur in späteren Quellen) | Der Name ihrer Herkunftsfamilie ist nicht überliefert |
| Tommasina Morosini                                                  | † vor 1309                        | Pietro Gradenigo       | 1289–1311                 | | Bertucci, Giacomo, Paolo, Marco und Nicolò, als Töchter Belluzza, Beriola, Engoldisa, Caterina und Isabetta | spätere Genealogen schrieben ihm eine zweite Ehe mit Agnese Zantani zu |
| Agnese oder Agneta                                                  | † nach 1322                       | Marino Zorzi           | 1311–1312                 | Querini? | Elena, stirbt vor dem Vater | beerdigt in San Zanipolo |
| Francesca da Molin                                                  | (1350)                            | Giovanni Soranzo       | 1312–1328                 | | Marino, Nicolò, Antonio, genannt „Belello“; Soranza, Elena, Fontana | |
| Elisabetta Contarini                                                | (1348)                            | Francesco Dandolo      | 1329–1339                 | | | |
| Maddalena                                                           | † 1373                            | Bartolomeo Gradenigo   | 1339–1342                 | | | die Zugehörigkeit zu den Contarini ist ungewiss |
| Francesca Morosini                                                  | (1373)                            | Andrea Dandolo         | 1343–1354                 | | Fantino († um 1356), Leonardo († 1406), Zanetta | |
| Maddalena Contarini, auch Tommasina Contarini wurde vermutet        | * um 1320; (1373)                 | Marino Falier          | 1354–1355                 | | Tochter namens Lucia | angebliche 1. Ehefrau Marino Faliers, Testament v. 1372, nie Dogaressa gewesen, dennoch als Maddalena in den Listen |
| Aluica Gradenigo                                                    | * vor 1310; † 1387                | Marino Falier          | 1354–1355                 | | keine Kinder | 2. Ehefrau Marino Faliers ab 1335 |
| Felipa                                                              | † 1370                            | Giovanni Gradenigo     | 1355–1356                 | | | 1. Ehefrau Giovanni Gradenigos |
| Caterina Giustinian                                                 | * vor 1315; † wohl 1359 oder 1360 | Giovanni Dolfin        | 1356–1360                 | | Piero, Franceschina, Costanza, Lucia | wohl nicht weit in den Vierzigern, als die Dogenwahl stattfand. |
| Maria Celsi                                                         | (1370)                            | Lorenzo Celsi          | 1361–1365                 | | Anna und Orsa (die Tradition behauptet weitere Kinder) | |
| Caterina                                                            | (1408)                            | Marco Corner           | 1365–1367                 | | Francesco, Andrea und Maddelena | 2. Ehefrau Marco Corner |
| Costanza Morosini                                                   | † 1380                            | Andrea Contarini       | 1368–1382                 | | überliefert sind Paolo, Bertucci, Antonia (Ehe mit Tommaso Giustiniani) und Contarina (Ehe mit Maffeo Gradenigo) | Dogaressa von 1368 bis 1380, stirbt während ihrer Amtszeit, womit das Begräbnisritual, seit einem Jahrhundert ohne Vorbild, neu entwickelt werden musste                                                                                  |
| Cristina Condulmer                                                  | † nach 1390                       | Michele Morosini       | 1382                      | | Giovanni | |
| Agnese da Mosto                                                     | † 1410                            | Antonio Venier         | 1382–1400                 | | mindestens sieben Kinder: Alvise, Giacomo, Nicolò, Alessandro, Chiara, Franceschina, Valvina | |
| Marina Gallina                                                      | † 4. Mai 1422                     | Michele Steno          | 1400–1413                 | | keine | ab 1362 mit Steno verheiratet |
| Marina Nani                                                         | † 1473                            | Francesco Foscari      | 1423–1457                 | | 11 Kinder (?) | 2. Ehefrau des Fr. Foscari ab 1415 |
| Giovanna Dandolo                                                    | (1462)                            | Pasquale Malipiero     | 1457–1462                 | | Lorenzo, Antonio und Polo, Maddalena | |
| Cristina Sanudo                                                     | (1471)                            | Cristoforo Moro        | 1462–1471                 | | Nicolò (stirbt noch vor seinen Eltern) | Ehe ab 1412, setzt 1471 Testament auf |
| Dea Morosini                                                        | † 1478                            | Niccolò Tron           | 1471–1473                 | | Filippo und Giovanni, Franceschina, Cassandra, Cecilia, Lucia und Orsa | verh. seit 1424 |
| Contarina Contarini                                                 | * 1410er; † nach 1497             | Nicolò Marcello        | 1473–1474                 | | kein männlicher Erbe, Tochter Maria (Nonne) | beide in 2. Ehe ab 1438 verheiratet |
| Laura Zorzi                                                         |                                   | Pietro Mocenigo        | 1474–1476                 | | keine | verheiratet seit 1429, wohl vor 1474 gestorben |
| Regina Gradenigo                                                    | * vor 1419; † nach 1479           | Andrea Vendramin       | 1476–1478                 | | | Ehe ab 1426 |
| Taddea Michiel                                                      | † 23. Oktober 1479                | Giovanni Mocenigo      | 1478–1485                 | | Leonardo und Luchina | die erste Dogaressa, die noch zu Amtszeiten ihres Mannes starb, nämlich an der Pest |
| Lucia Ruzzini                                                       | 1430er – 30. Juli 1496            | Marco Barbarigo        | 1485–1486                 | | mind. fünf Söhne und vier Töchter, darunter Margherita | |
| Isabetta Soranzo di Andrea                                          |                                   | Agostino Barbarigo     | 1486–1501                 | | | seine zweite Frau war eine Tochter aus dem Haus Michiel, mit der er einen Sohn und fünf Töchter hatte |
| Morosina Giustinian di Pancrazio di Marco                           | † 1501                            | Leonardo Loredan       | 1501–1521                 | | fünf Söhne, vier Töchter: Lorenzo, Girolamo, Alvise, Vincenzo, Bernardo; Donata, Maria, Paola, Elisabetta | verheiratet ab 1461 |
| Caterina Loredan di Domenico                                        |                                   | Antonio Grimani        | 1521–1523                 | | fünf Söhne: Girolamo (bl. 1478–1514), Marino (bl. 1478–1523), Domenico (bl. 1480–1523), Vincenzo (bl. 1482–1535) und Pietro (bl. 1484–1516). | heiraten 1458 |
| Benedetta di Luca Vendramin                                         | † 1477                            | Andrea Gritti          | 1523–1538                 | | Francesco | verh. spätestens seit 1476 |
| Maria Pasqualigo di Cosimo da S. Giuliano                           |                                   | Pietro Lando           | 1538–1545                 | | zwei Söhne namens Francesco und Giovanni | |
| Giovanna da Mula                                                    |                                   | Francesco Donà         | 1545–1553                 | | | 1494 möglicherweise 1. Ehefrau des Dogen Francesco Donà |
| Maria Giustinian di Antonio di Nicolò                               |                                   | Francesco Donà         | 1545–1553                 | | Vittoria (lebte als Nonne), Alvise (lebte als Eremit) | ab 1496 (2.) Ehefrau des Dogen Francesco Donà |
| Zilia Dandolo                                                       | † 13. Oktober 1566                | Lorenzo Priuli         | 1556–1559                 | | Giovanni, drei Töchter | ab 1526 Ehefrau Lorenzo Priulis |
| Elena Diedo                                                         |                                   | Gerolamo Priuli        | 1559–1567                 | | | ab Januar 1525 Ehefrau Gerolamo Priulis |
| Maria Pasqualigo                                                    |                                   | Pietro Loredan         | 1567–1570                 | | | 1. Ehefrau des Dogen Pietro Loredan |
| Lucrezia di Lorenzo Cappello                                        |                                   | Pietro Loredan         | 1567–1570                 | | | 2. Ehefrau des Dogen Pietro Loredan, seit 1517 |
| Loredana Marcello                                                   | † 11. Dezember 1572               | Alvise Mocenigo I.     | 1570–1577                 | | – | Dogaressa vom 15. Mai 1570 bis zu ihrem Tod am 11. Dezember 1572, Palliativmedizin |
| Cecilia Contarini                                                   |                                   | Sebastiano Venier      | 1577–1578                 | | | überlebte ihren Mann |
| Arcangela Canal                                                     |                                   | Nicolò da Ponte        | 1578–1585                 | | lt. Giuseppe Gullino zwei Kinder: Antonio († 1558) und Paolina | heirateten 1520, als ihr Mann Doge wurde, war sie bereits verstorben, sie war also nie Dogaressa |
| Laura Morosini                                                      | † um 1570                         | Pasquale Cicogna       | 1585–1595                 | | | heirateten 1548, Laura starb während seiner Zeit auf Kreta, war also nie Dogaressa |
| Morosina Morosini                                                   | * 1545; † 22. Januar 1614         | Marino Grimani         | 1595–1606                 | | | Ehe ab 1560 |
| Elena Barbarigo                                                     | † 12. November 1614               | Antonio Priuli         | 1618–1623                 | | sechs Söhne, acht Töchter; Andriana heiratete den späteren Dogen Francesco Corner | Ehe bestand seit 1580; sie starb jedoch vor seiner Wahl zum Dogen und war dementsprechend nie Dogaressa |
| Chiara Dolfin                                                       | 1548–1623                         | Giovanni I. Corner     | 1625–1629                 | | sieben Söhne, sechs Töchter: Marcantonio Lorenzo, die früh starben, Federico, Marcantonio, Francesco, Alvise und Giorgio, dann Cornelia und ihre Schwestern, die ins Kloster gingen, nämlich Bianca, Aurora, Cristina, Maffiola, Chiaretta                  | Heirat am 10. Februar 1578; nach den Lebensdaten nie Dogaressa gewesen, obwohl vielfach so bezeichnet, da sie zu früh starb |
| Paolina Loredan                                                     | † 1660                            | Carlo Contarini        | 1655–1656                 | | | Heirat am 20. Februar 1601 |
| Andreana Priuli                                                     |                                   | Francesco Corner       | 17. Mai – 15. Juni 1656   | | | wohl nichts weiter bekannt |
| Elisabetta Pisani                                                   |                                   | Bertuccio Valier       | 1656 – 29. März 1658      | | | wohl nichts weiter bekannt |
| Lucia Barbarigo                                                     |                                   | Giovanni Pesaro        |                           | Andrea Barbarigo, ramo di S. Trovaso Francesca Bernardo (S. Tomà); Schwester des Prokuratoren von San Marco Giovanni | keine | |
| Elisabetta Querini                                                  | * 1628; † 1709                    | Silvestro Valier       | 1694–1700                 | Paolo Querini, Bianca Ruzzini                                                                                        | keine | seit 1649 Ehefrau des Dogen |
| Laura Corner                                                        |                                   | Giovanni II. Corner    | 1709–1722                 | | sechs Söhne und eine Tochter | Ehe ab 1667 |
| Elena Badoer                                                        |                                   | Alvise Pisani          | 1735–1741                 | | vier Söhne: Almorò I. bis IV. | Ehe ab 1683 |
| Pisana Corner                                                       | † 10. März 1769                   | Alvise Mocenigo IV.    | 1763–1778                 | | Cecilia und Maria, dazu sechs Söhne namens Alvise, jew. mit Beinamen | feierlicher Einzug am 22. April 1763, verh. 5. Okt. 1739 |
| Polissena Contarini Da Mula                                         | † Mai 1833                        | Alvise Mocenigo IV.    | 1771–1778                 | | | auch Polyxena usw., mitunter fälschlich für die 2. Ehefrau des Alvise Mocenigo IV. gehalten, jedoch verh. ab 5. Juni 1771 mit dessen ältestem gleichnamigen Sohn Alvise (Aloysius), sie war also die Schwiegertochter des Dogen.          |
| Margherita Dalmet (Dalmaz); vertreten durch Giustina Renier Michiel | * 1739; † 11. Januar 1817         | Paolo Renier           | 1779–1789                 | | | 2. Ehefrau des Paolo Renier |
| Elisabetta Grimani                                                  | † 31. August 1792                 | Ludovico Manin         | 1789–1792                 | Giannantonio Grimani                                                                                                 | | verh. seit dem 14. Sept. 1748 |

## Die Dogaressa in der Kunst

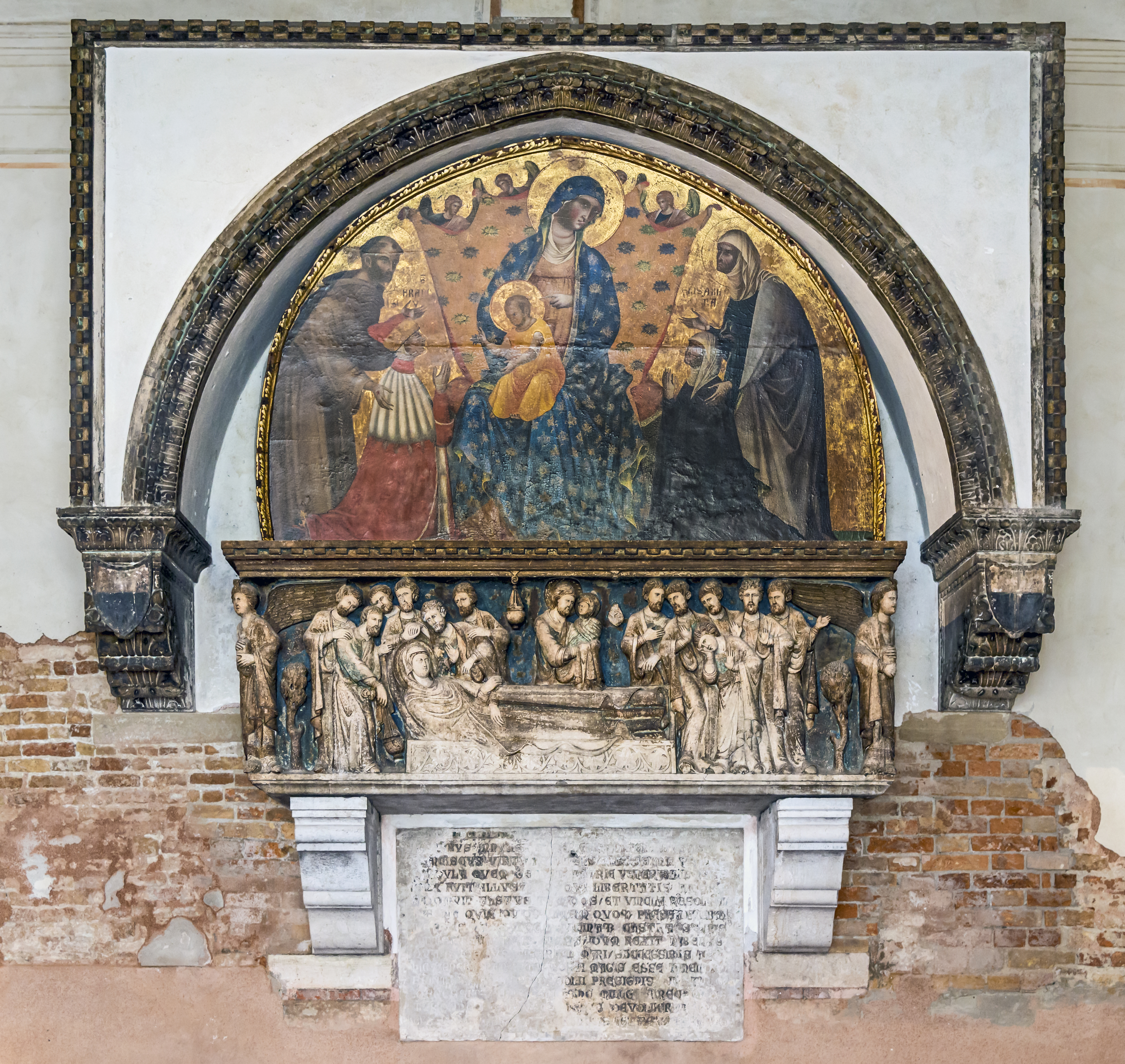
Die Heiligen Franziskus und Elisabeth präsentieren der Muttergottes den Dogen Francesco Dandolo und die Dogaressa Isabetta Contarini, Paolo Veneziano 1339, Frari-Kirche, Venedig

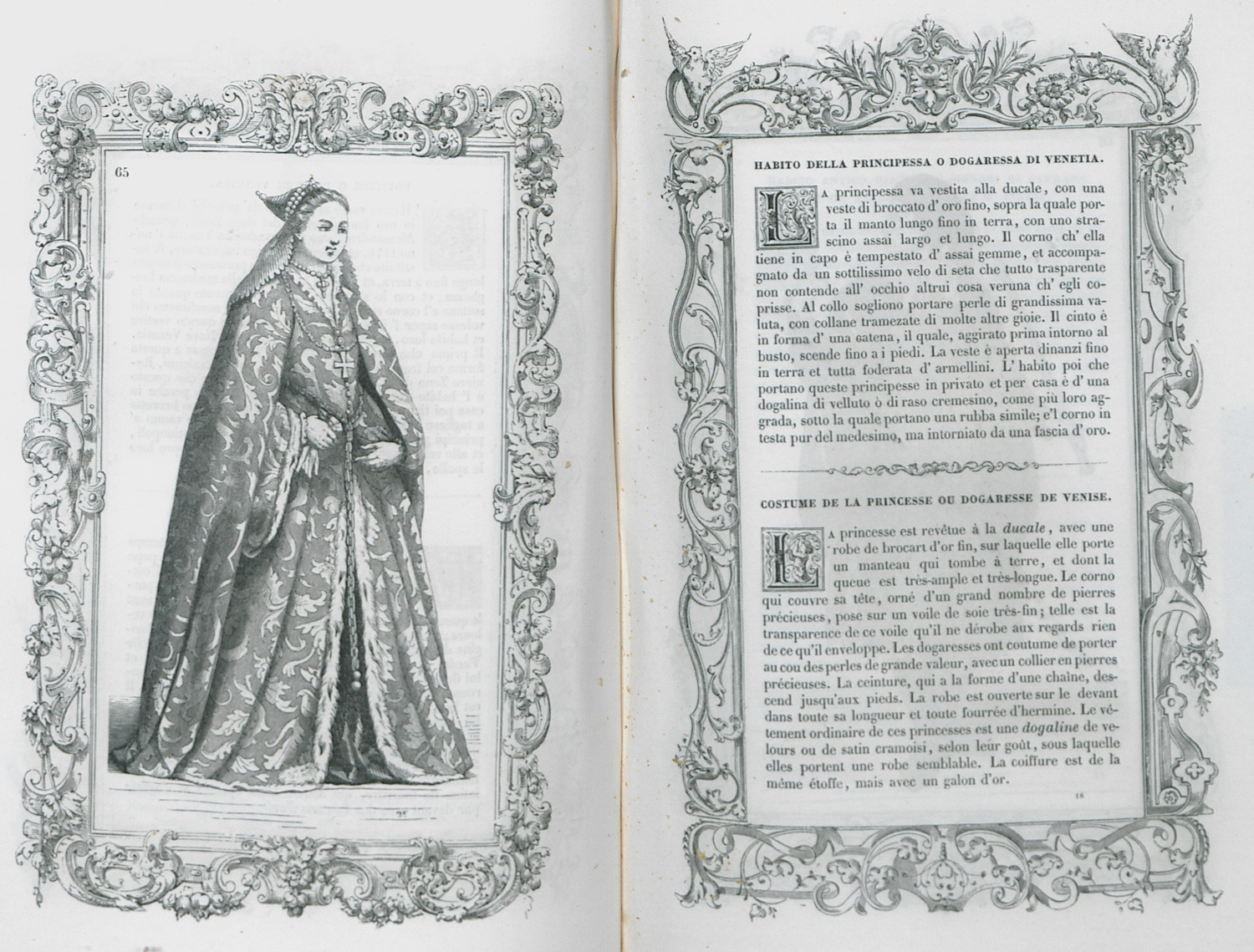
Darstellung des späten 16. Jahrhunderts von Cesare Vecellio: Costumes anciens et modernes – Habiti antichi et moderni di tutto il Mondo, Firmin Didot Frères Fils & Cie, Paris 1859 (Digitalisat)

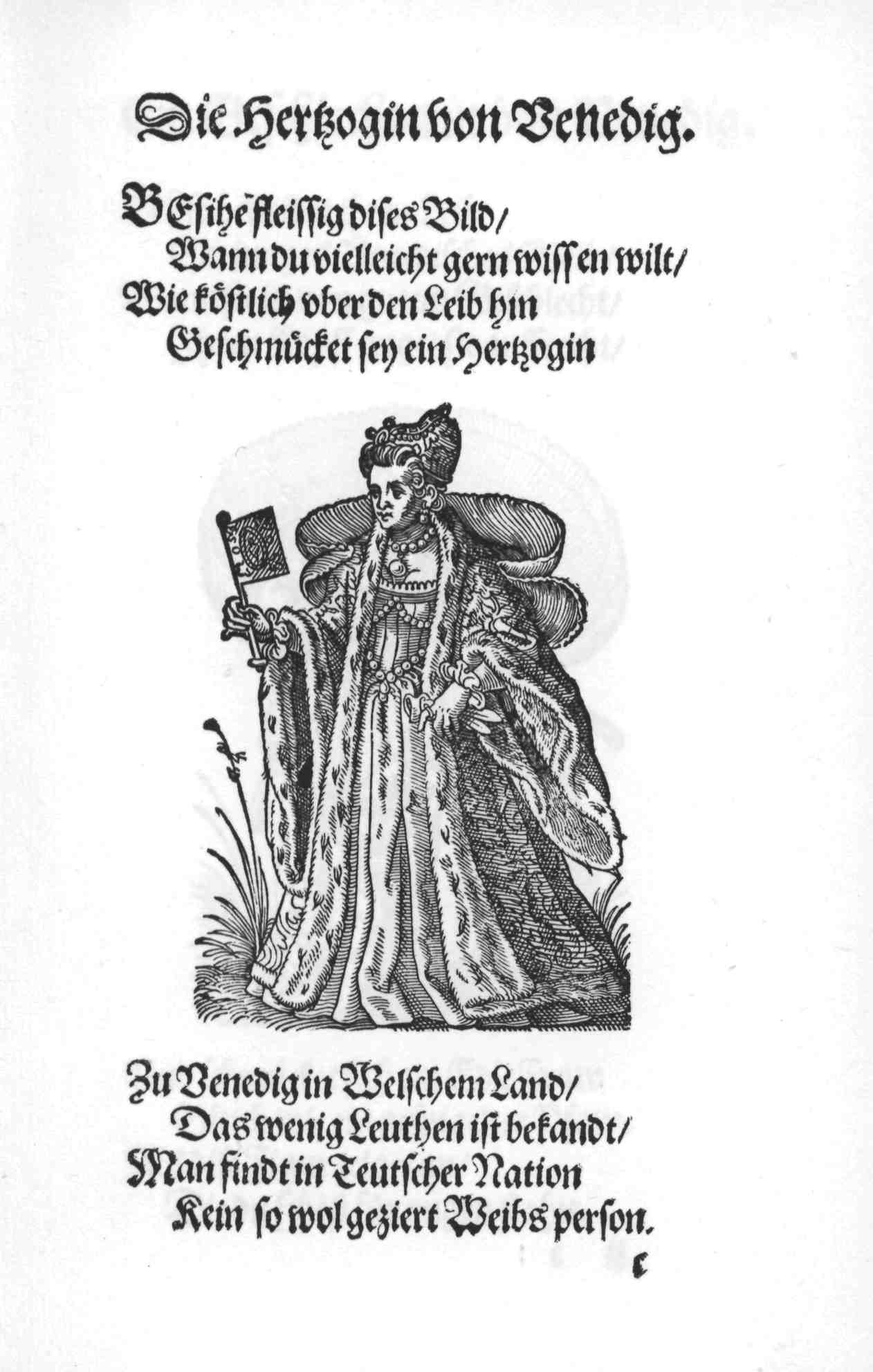
Die Hertzogin von Venedig, aus dem Frauen-Trachtenbuch des Jodocus Amman (1539–1591), Sigmund Feyrabends, Frankfurt 1586 („Man findt in Teutscher Nation / Kein so wol geziert Weibs person“)

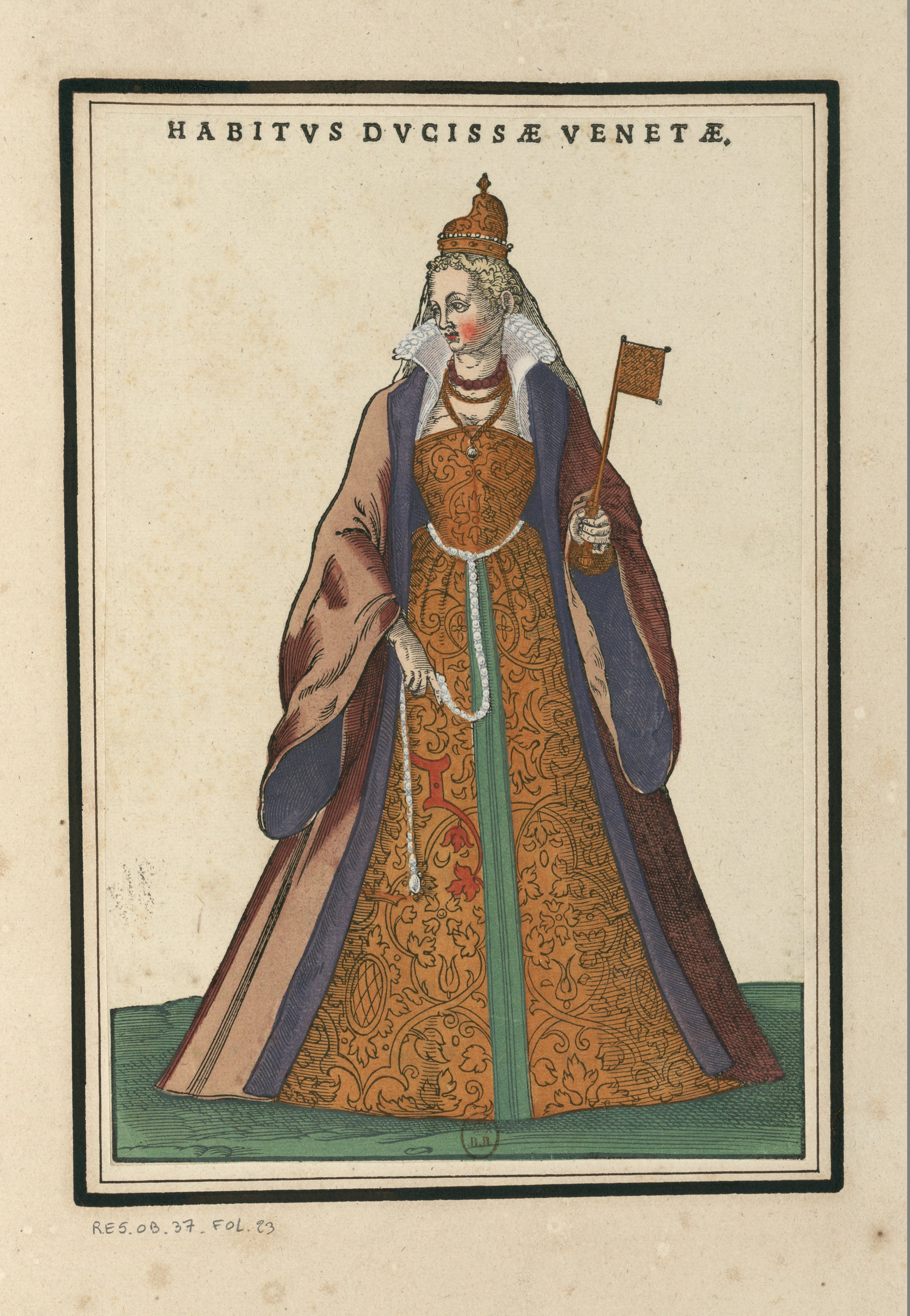
Abbildung einer Dogaressa (16. Jahrhundert) aus der Sammlung Roger de Gaignières (1642–1715)

In zahlreichen Werken der Kunst taucht die Dogaressa auf, vor allem in der Malerei und in der Musik. Der Historienmaler José Villegas Cordero schuf das Gemälde Triumph der Dogaressa Foscari 1424, Carl Wilhelm Kolbe der Ältere 1816 Doge und Dogaressa. Leandro Bassano um 1595–1596 das Bildnis der Dogaressa Morosina Morosini, das heute in Dresden hängt. In der venezianischen Frari-Kirche befindet sich ein Meisterwerk von Paolo Veneziano, ein Votivbild des Dogen Francesco Dandolo und der Dogaressa Isabetta Contarini mit ihren Schutzheiligen Franziskus und Elisabeth von 1339.
E. T. A. Hoffmann schrieb 1817 die Erzählung Doge und Dogaressa, die sich um die junge Frau des Marino Falier dreht, die nach dem Aufstand von 1355 und der Hinrichtung ihres Gatten mit ihrem Geliebten flieht, jedoch mit diesem zu Tode kommt.
In das Venedig des Jahres 1321 versetzte Jacques Offenbach seine Operette Le pont des soupirs (die Seufzerbrücke), in der Catarina als Dogaressa des Dogen Cornarini auftritt. Ludwig Roselius führte 1928 erstmals Doge und Dogaressa auf, Ignaz Michael Welleminsky schuf das Libretto Die Locke der Dogaressa. Der Komponist August Reuß schuf nach Robert Laurency mit Glasbläser und Dogaressa, op. 46 (1926 München), eine weniger romantische Ballettpantomime.